# Écouviez
Écouviez – miejscowość i gmina we Francji, w regionie Grand Est, w departamencie Moza.
Według danych na rok 1990 gminę zamieszkiwało 446 osób, a gęstość zaludnienia wynosiła 104 osób/km² (wśród 2335 gmin Lotaryngii Écouviez plasuje się na 629. miejscu pod względem liczby ludności, natomiast pod względem powierzchni na miejscu 1074.).